# 郭虔瓘
郭 虔瓘（かく けんかん、生没年不詳）は、斉州歴城の人で唐代の武将。智勇兼備の良将と称され重んじられた。戦術は巧みであったが、政略の才はなかったといわれる。玄宗の初期に西域、漠北の国境を守った。実封一百戸を玄宗より賜った。最終官職は右威衛大将軍。
正史における列伝は下記のとおり。
- 旧唐書「列傳卷一百三列傳第五十三」
- 新唐書「列傳第五十八」

## 経歴
- 開元2年（714年）
  - 正月、郭虔瓘は当時、検校右驍衛将軍、兼北庭都護、翰海軍経略使、金山道副大総管、招慰営田等使、上柱国、太原県開国子（典拠：旧唐書）。右驍衛将軍兼北庭都護、金山道副大総管（典拠：資治通鑑）であった。
  - 2月、突厥可汗默啜が息子の同娥特勤と妹婿の火抜頡利発、石阿失畢へ兵を与えて派遣し、北庭都護府を包囲した際、北庭都護郭虔瓘は見事にこれを打ち破った。同娥が単騎で城下へ迫ったが、道の脇へ郭虔瓘の伏兵がこれを斬った。この功により冠軍大将軍、安西副大都護、太原郡開国公（典拠：旧唐書）となった。
  - 6月、北庭都護郭虔瓘を昇進させ、涼州刺史、河西諸軍州節度使を兼任させた。
  - 10月、突厥の十姓胡禄屋等の諸部が北庭都護府を詣でて降伏した。朝廷は都護の郭虔瓘にこれを撫存するよう命じ、郭虔瓘は彼らを迎接した。
  - 11月、朝廷は左散騎常侍解琬を北庭都護府へ派遣し、突厥から降伏した者を宣慰することとした。細かいことは、解琬の便宜に任せたため、郭虔瓘は解琬に従い突厥から降伏した者を慰問した。
- 開元3年（715年）
  - 4月、玄宗は勅命を下して右羽林大将軍薛訥を涼州鎮大総管として、赤水羅の軍をその管轄下に入れ涼州へ住まわせ、左衛大将軍郭虔瓘を朔州鎮大総管として、和戎羅の軍をその管轄下に入れ、并州へ住まわせ、兵を指揮して突厥の默啜に備えさせるように命じた。左衛大将軍郭虔瓘は命に従い、并州に移住し、朔州鎮大総管の任についた。朝廷は北庭都護の後任に湯嘉恵をあてた。
  - 9月、左羽林大将軍郭虔瓘に安西大都護、四鎮経略大使（安西副大都護、摂御史大夫、四鎮経略安撫使、潞国公）を兼務させた。郭虔瓘は自身が関中で兵一万人を募り、安西へ行って討撃することを望み、玄宗はこれを容れたが、将作大匠韋湊は、上奏してこれを妨げた。
- 開元4年（716年）
  - 1月、隴右節度使郭虔瓘は、突厥から降った石良才ら八人に戦功があったので、游撃将軍の官職を彼らに与えるように要請し勅許を得たが、宰相の盧懐慎は、簡易の乱発は綱紀の乱れにつながるとして玄宗を諌めたので取りやめとなった。朝廷は陝王嗣安西大都護、安撫河西四鎮諸蕃大使に昇格させ、安西都護郭虔瓘をその代理とした。陝王嗣は着任しなかったので、郭虔瓘が現地で指揮をとったことから、諸王の遙領節度はここから始まった。
- 720年前後に右威衛大将軍を最後の昇進として軍営で亡くなった。死後、安西都護は張嵩に代わった。

## 官職
- 将軍
  - 検校右驍衛将軍
  - 左衛大将軍
  - 左羽林大将軍
  - 右威衛大将軍
- 地方官職
  - 使
    - 翰海軍経略使
    - 招慰営田等使
    - 四鎮経略安撫使
    - 四鎮経略大使

  - 刺史
    - 涼州刺史

  - 節度使
    - 河西諸軍州節度使
    - 隴右節度使

  - 大総管
    - 金山道副大総管
    - 朔州鎮大総管

  - 都護
    - 北庭都護
    - 安西大都護
    - 安西副都護
- 中央官職
  - 摂御史大夫
- 爵位
  - 上柱国
  - 太原県開国子
  - 潞国公